# French Open 1980 (Badminton)
Die French Open 1980 im Badminton fanden vom 5. bis zum 6. April 1980 in Le Havre statt. Die Endspiele waren eine fast ausschließlich dänische Angelegenheit. Nur Marieluise Zizmann aus Deutschland und Liselotte Blumer aus der Schweiz sorgten im gemeinsamen Damendoppel für einen nicht-dänischen Erfolg.

## Finalergebnisse
| Disziplin    | Sieger                              | Finalist                    | Ergebnis          |
| ------------ | ----------------------------------- | --------------------------- | ----------------- |
| Herreneinzel | Gert Helsholt                       | Torben Kjær                 | 15-3, 15-4        |
| Dameneinzel  | Pia Nielsen                         | Jette Bach                  | 11-6, 11-4        |
| Herrendoppel | Peter Holm Hans Olaf Birkholm       | Gert Helsholt Hans Hjulmand | 15-9, 15-6        |
| Damendoppel  | Marieluise Zizmann Liselotte Blumer | Jette Boyer Pia Nielsen     | 15-1, 15-0        |
| Mixed        | Peter Holm Pia Nielsen              | Hans Hjulmand Jette Boyer   | 13-15, 15-5, 15-4 |